# Maître de la Sainte Parenté l'Ancien
Le Maître de la Sainte Parenté l'Ancien (en allemand Meister der Heiligen Sippe d. Ä.) est un peintre du Moyen Âge qui a été actif entre 1410 et 1440 environ à Cologne et dans ses alentours.
Son vrai nom est inconnu, et il porte son nom de convention d'après son œuvre principale connue, un retable à volets. La partie centrale de ce triptyque montre la Sainte Parenté, donc la Vierge et l'Enfant, entourés de ses ancêtres.
Quelques décennies plus tard apparaît un autre peintre à Cologne qui travaille dans le même courant. Pour les distinguer, on appelle ce deuxième, actif entre 1475 et 1515 environ, le Maître de la Sainte Parenté le Jeune,.

## LeRetable de la Sainte Parenté

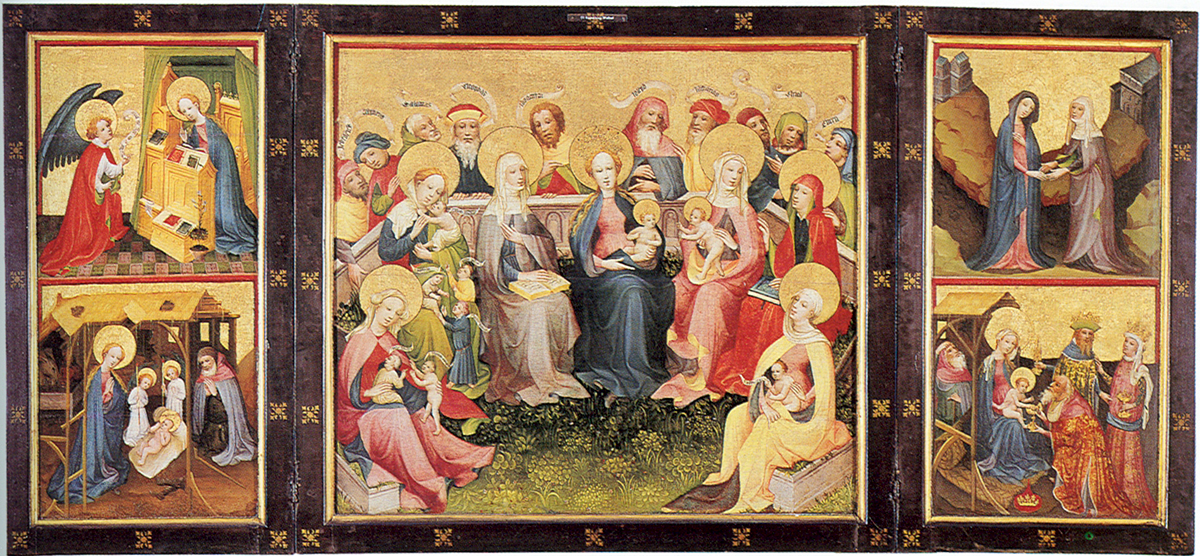
Retable de la Sainte Parenté, vers 1420

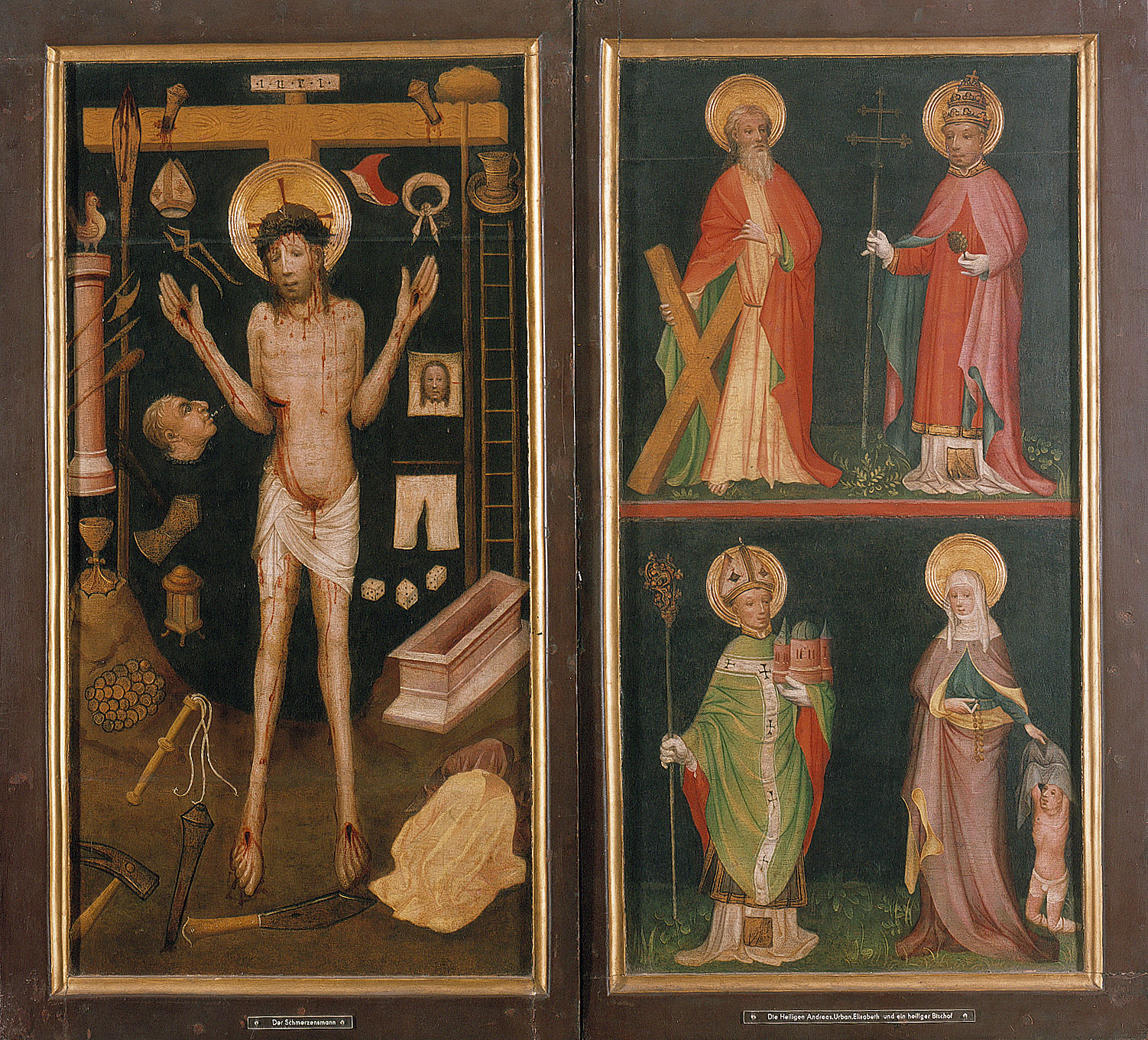
Retable de la sainte Parenté fermé.

Ce retable est l'une des premières représentations de la Sainte Parenté, comme elle a été décrite en détail par Jacques de Voragine dans sa Légende dorée. Elle se distingue, dans l'iconographie souvent plus rigide des autres peintures par un groupement de personnages, sur un espace restreint, animé d'un dialogue et de mouvements joyeux comme s'il s'agissait d'une « rencontre familiale dans un jardin »,.
Le panneau central mesure 85,3 × 95 cm, chacun des volets latéraux la moitié, soit 88,8 × 44 cm. Il est daté de 1420 environ. Le triptyque provient probablement de la chapelle de l'ancien hospice Saint-Héribert de Cologne. Il a été en possession privée de 1816 à 1824, puis donné au musée. Le retable a été restauré en 1840 par le restaurateur et peintre Anton Lorent de Gand; le fond doré a été partiellement rénové.
Les volets externes, que l'on voit quand le retable est fermé, montrent à gauche, sur fond noir, le Christ de douleur, entouré des Arma Christi (les instruments de la Passion) en grand nombre, y compris les deniers reçus par Judas, les dés pour le tirage au sort des vêtements, la tête et la main du grand-prêtre qui gifla le Christ. La partie droite représente, dans le registre supérieur, l'apôtre André et un des papes, Urbain, et dans le registre inférieur un saint, peut-être Héribert de Cologne, fondateur de l'abbaye de Deutz, et Élisabeth de Hongrie, bienfaitrice, accompagnée d'un garçon qu'elle habille.
Quand le retable est ouvert, les volets externes représentent des scènes de la vie de Marie : l'Annonciation, la Visitation, la Nativité et l'Adoration des mages. Le panneau central montre, en suivant La Légende dorée, la figure centrale de Marie déjà couronnée, avec l'Enfant, entouré de sa mère Anne portant un livre, et d'Élisabeth, mère de Jean le Baptiste, accompagné de celui-ci enfant. Les deux enfants communiquent déjà. Les autres personnages féminins entourent le groupe central. Séparés d'elles par un muret bornant le jardin, les époux et pères sont représentés debout, chacun identifié par un phylactère. Ils participent eux aussi aux échanges plutôt joyeux de ce groupe. Le charme de ce tableau réside dans l'humanisation des personnages de la hiérarchie céleste, les gestes naturels des enfants, pleins de douceurs des mères, les bavardages aimables des pères. Également par les mouvements des vêtements et l'animation des phylactères, l'artiste souligne la bonne humeur qui domine dans cette réunion de famille.

## Style et atelier
Le style du maître est appelé le « style doux » (Weicher Styl), version rhénane du gothique international, qui est mis en œuvre par les peintres de l'École de Cologne, comme le Maître de la Véronique à partir de 1400 environ. Le style fait apparaître, entre autres caractéristiques, une nouvelle représentation de la relation entre mère et enfant, et montre notamment la vénération particulière de Marie et de la Vierge à l'Enfant.
Il est supposé que le maître dirigeait à Cologne un atelier de taille importante où ses collaborateurs étaient influencés par son style et celui d'autres maîtres rhénans. Parmi ses collaborateurs, on compte le Maître de la Passion de Darmstadt.

## Œuvres (Sélection)

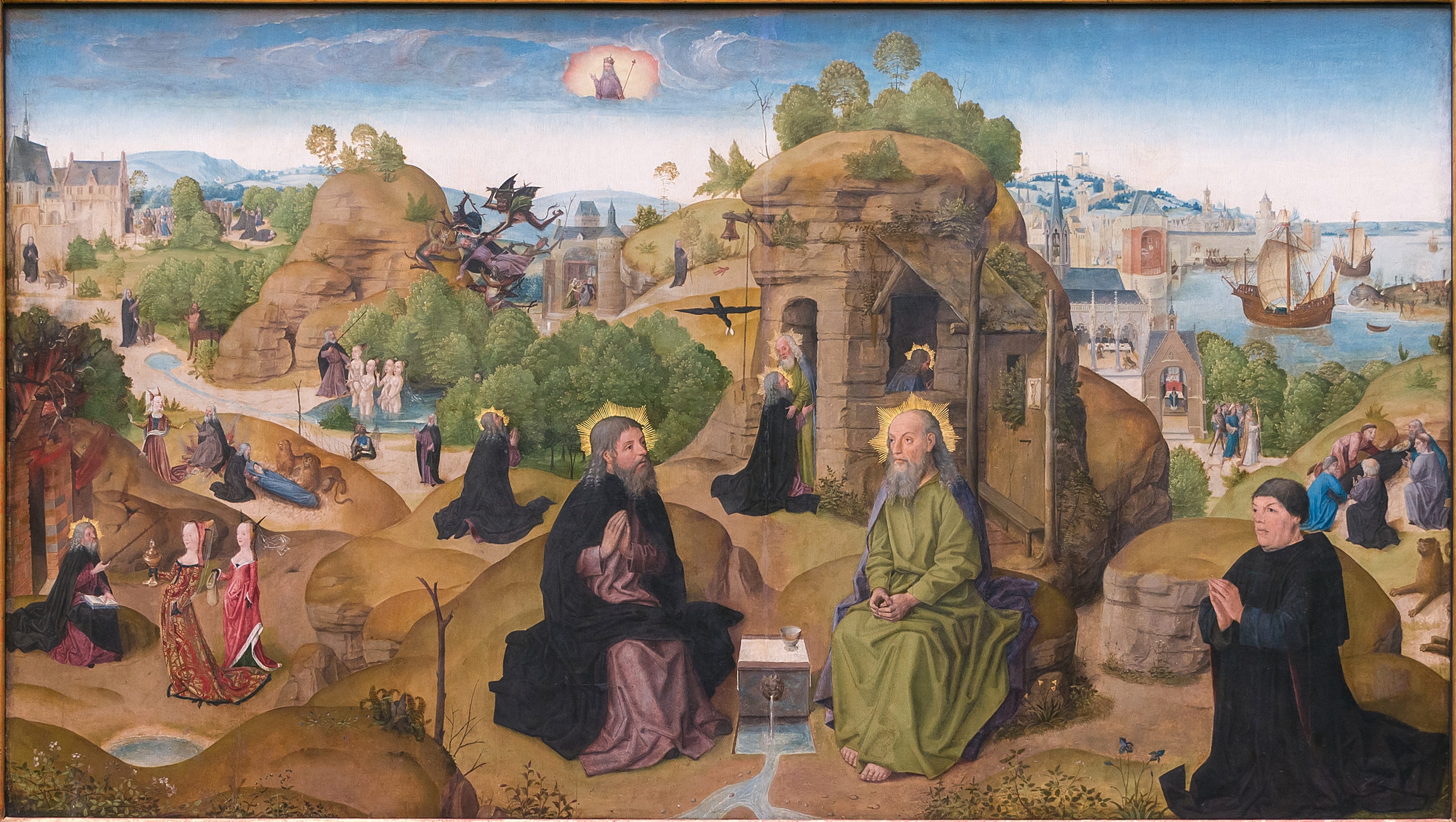
Légende de saint Antoine.

- Retable de la Sainte Parenté, Cologne, Wallraf-Richartz Museum, WRM 59
- Christ de douleur, Collection Heinz Kisters (de)
- Un petit retable, Darmstadt, Musée régional de la Hesse
- Légende de saint Antoine, Alte Pinakothek, Munich[7].